# Katharine Lee Bates
Katharine Lee Bates (12 de agosto de 1859 - 28 de marzo de 1929) fue una autora y poeta estadounidense, recordada principalmente por su himno " America the Beautiful ", y también por sus numerosos libros y artículos sobre la reforma social, de la que fue una destacada portavoz.
Bates tuvo estrechos vínculos con el Wellesley College, Massachusetts, en el que se graduó con una licenciatura y más tarde fue profesora de Literatura inglesa, ayudando a promover la Literatura estadounidense como una especialidad académica, sobre la que escribió uno de los primeros libros universitarios de texto. Nunca se casó, posiblemente porque habría perdido el cargo si lo hubiera hecho. A lo largo de su larga carrera en Wellesley compartió casa con su amiga cercana y compañera Katharine Coman. Algunos académicos han supuesto que se trataba de una relación lésbica considerando como prueba suficiente algunos intercambios de cartas, pero otros creen que su relación pudo haber sido un "matrimonio de Boston" lo que en términos contemporáneos es una relación platónica.

## Biografía

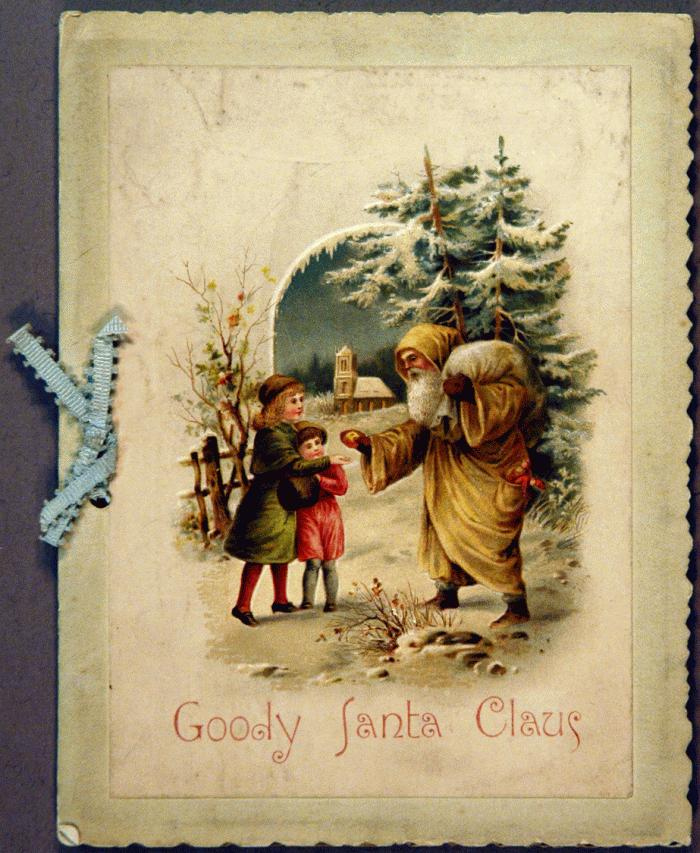
Portada de una primera edición de Goody Santa Claus

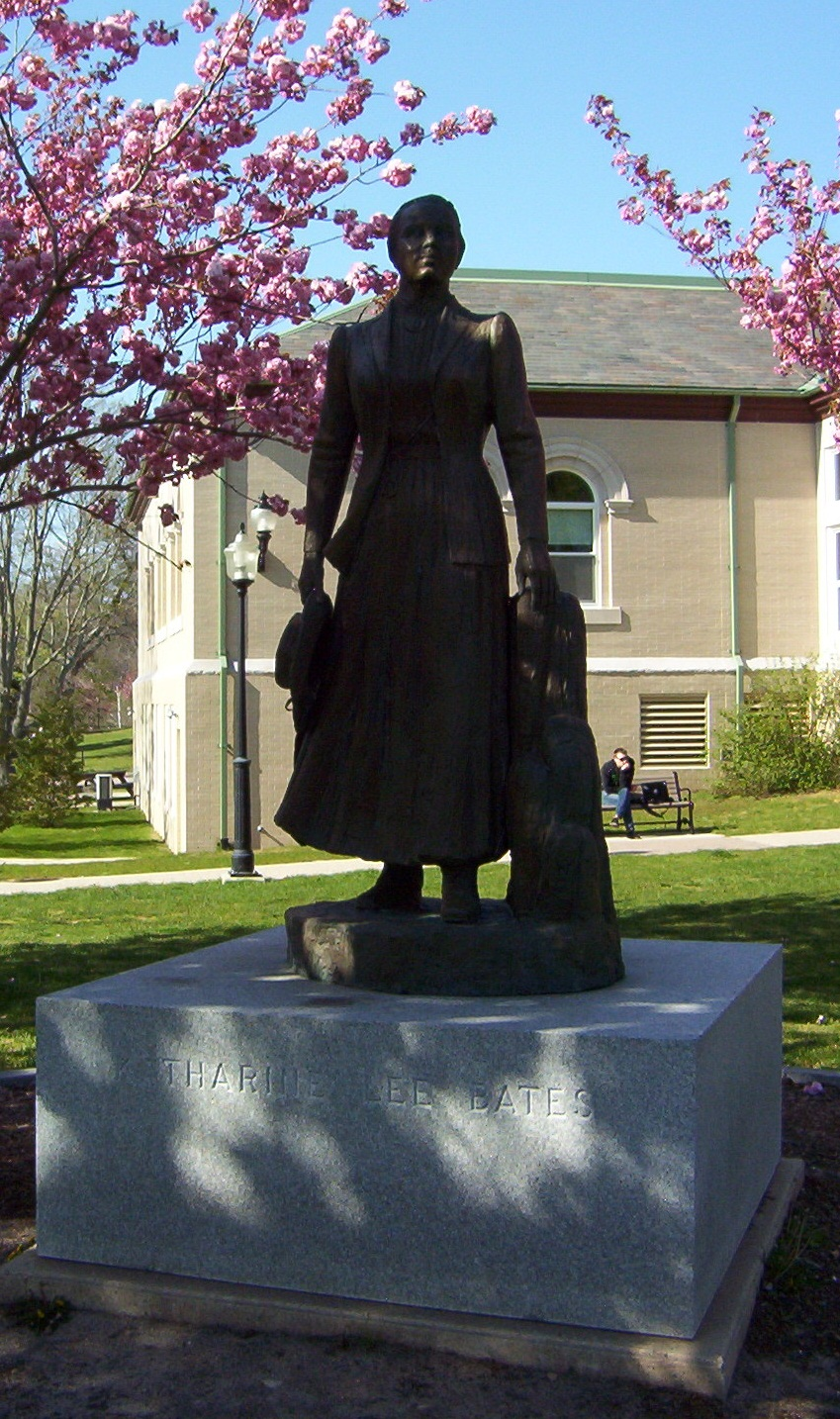
Estatua de Katharine Lee Bates en la Biblioteca Pública de Falmouth en Falmouth, Massachusetts.

Bates nació en Falmouth, Massachusetts, hija del ministro Congregacional de la ciudad, William Bates, y de Cornelia Frances Lee. Su padre murió unas pocas semanas después de su nacimiento, y fue criada principalmente por su madre y una tía escritora que se habían graduado en el Seminario Mount Holyoke para mujeres. Asistió a la Escuela Secundaria Wellesley (entonces llamada Escuela Secundaria Needham) en 1872 y luego a la Escuela Secundaria Newton hasta 1876. Bates ingresó en el Wellesley College, una universidad para mujeres, como miembro de su segunda promoción en 1876. Se graduó con una licenciatura en 1880. Enseñó en la Natick High School en 1880–81 y en la Dana Hall School desde 1881 hasta 1885.
En 1889, la novela para adultos Rose and Thorn, de una entonces joven Bates, ganó un premio otorgado por la Congregational Sunday School and Publishing Society. Entre sus personajes incluyó a mujeres pobres y de clase trabajadora para introducir a los lectores en la reforma social. Popularizó el concepto de la Sra. Claus en su poema "Goody Santa Claus on a Sleigh Ride" de la colección Sunshine and other Verses for Children (1889): en él, el personaje de la Sra. Claus es el  organizador principal de la Nochebuena.
Aprovechando las nuevas oportunidades educativas a disposición de las mujeres tras la Guerra Civil, Bates utilizó el premio en metálico ganado por Rose y Thorn para viajar a Inglaterra y estudiar en la Universidad de Oxford en 1890-1891. Después regresó a Wellesley como profesora asociada en 1891, obtuvo allí su máster y fue ascendida a profesora titular de Literatura inglesa. Cuando se acercó el final de la guerra hispanoamericana trabajó como corresponsal de guerra para The New York Times y se esforzó por reducir los estereotipos negativos sobre los españoles, que estaban muy extendidos. Colaboró con publicaciones periódicas (a veces bajo el seudónimo de James Lincoln), entre ellas The Atlantic Monthly, The Congregationalist, Boston Evening Transcript, Christian Century, Contemporary Verse, Lippincott's y The Delineator.
En 1906, Bates y su hermano Arthur firmaron una hipoteca para comprar una parcela y construir una casa en Wellesley (ahora 70 Curve St.) para la familia Bates (Cornelia, Jeanne y Katharine) e inquilinos. Entre estos últimos estaba Katharine Coman, que finalmente alquiló un dormitorio en el ático y un cuarto oscuro fotográfico. Mientras se construía la casa, Bates viajó a Egipto y Tierra Santa con la presidenta del Wellesley College, Caroline Hazard. Al regresar a Wellesley, Bates nombró a la casa "El escarabajo", en honor al insecto sagrado egipcio que admiraba por estar "permanentemente trepando".

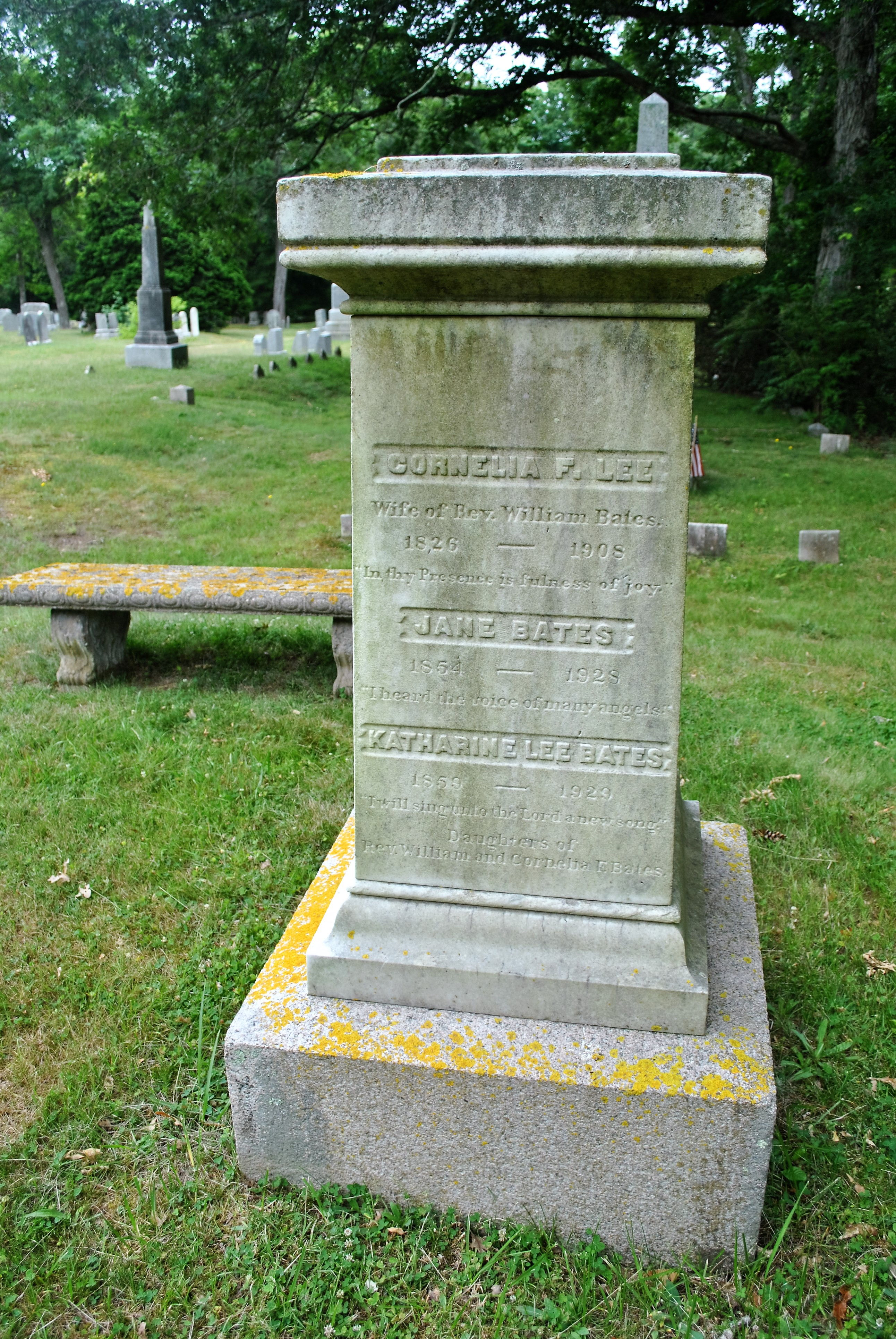
Cementerio de Oak Grove, Falmouth, MA, Lápida original

Mientras trabajaba en Wellesley, Bates fue elegida miembro de la recién formada sociedad honorable Pi Gamma Mu para las ciencias sociales, por su interés en la historia y la política. Se retiró de Wellesley en 1925 a la edad de 66 años. : 274 Cuando se jubiló, Bates continuó escribiendo y publicando poesía, y era muy solicitada como escritora y oradora. : 274 
Bates también fue una activista social interesada en las luchas de las mujeres, los trabajadores, la gente de color, los alquilados, los inmigrantes y la gente pobre. Ayudó a organizar con otras amigas y colegas Denison Houseen 1892, una residencia para mujeres universitarias. : 110 Escribió y habló extensamente sobre la necesidad de una reforma social y fue una ferviente defensora del movimiento mundial por la paz que surgió después de la Primera Guerra Mundial. Fue especialmente activa en los intentos de establecer la Sociedad de Naciones. Bates, una republicana activa durante mucho tiempo, rompió con el partido para respaldar al candidato presidencial demócrata John W. Davis en 1924, debido a la oposición republicana a la participación estadounidense en la Liga de las Naciones. Dijo: "Aunque nací y me crié en el lado republicano, no puedo soportar su traición al Sr. Wilson y su rechazo a la Sociedad de Naciones, nuestra única esperanza de paz en la tierra". Considerándose a sí misma como una "ciudadana global", Bates denunció la política estadounidense de aislacionismo. : 262 
Bates murió en Wellesley, Massachusetts, el 28 de marzo de 1929, mientras escuchaba a un amigo leerle poesía. Está enterrada en el cementerio de Oak Grove en Falmouth. La mayoría de sus documentos se encuentran en los Archivos de Wellesley College e incluyen "diarios, correspondencia, partituras musicales, publicaciones, álbumes de recortes, manuscritos, informes, memorias y homenajes, temas de interés; sobre "América la Bella" y otros escritos de Katharine Lee Bates, su viajes, y su vida en Wellesley y en Falmouth, Massachusetts".

## "America la Bella"

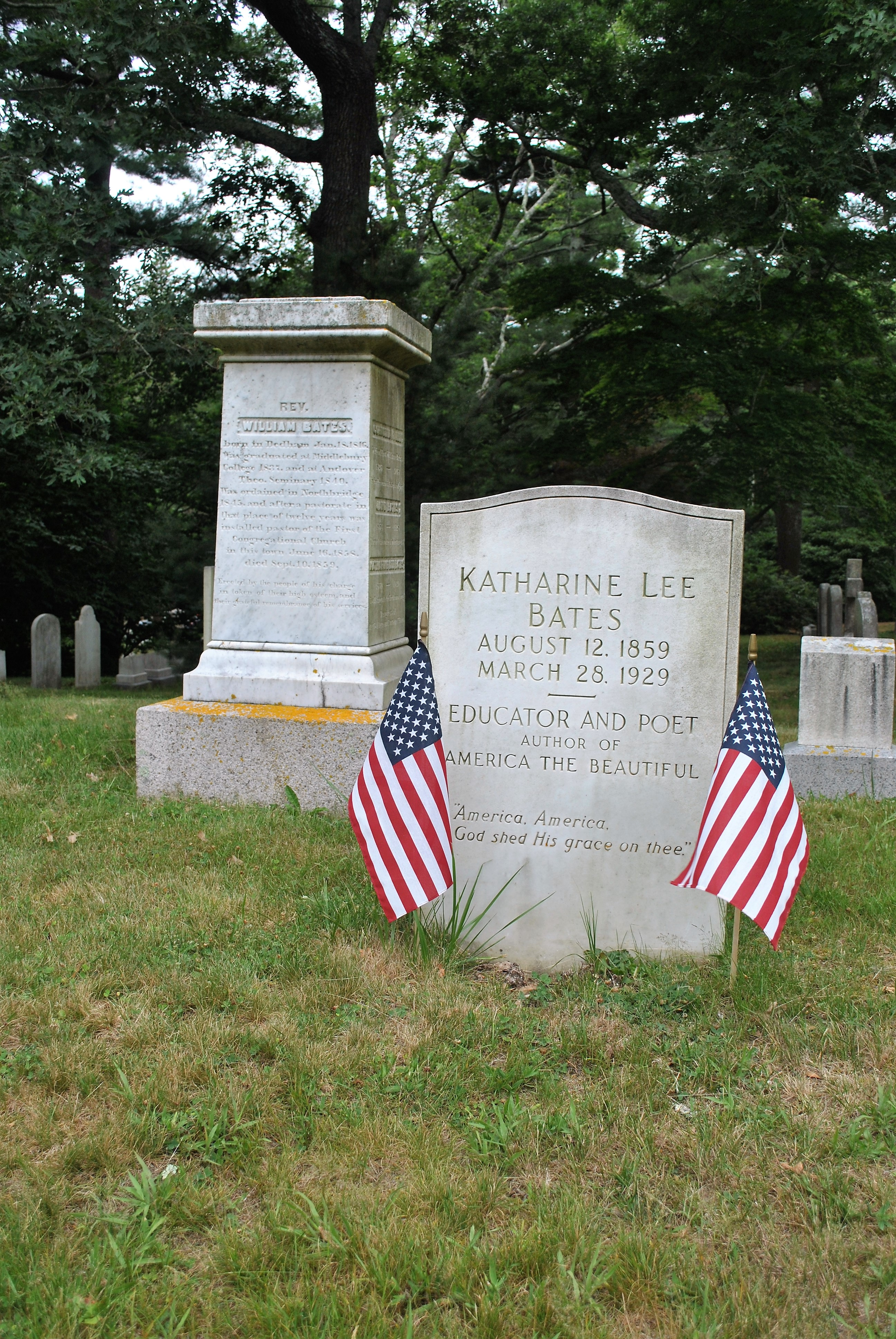
Cementerio de Oak Grove, Falmouth, MA, nuevo monumento de la ciudad de Falmouth

El primer borrador de "America the Beautiful " fue esbozado apresuradamente en un cuaderno durante el verano de 1893, en el que Bates estuvo enseñando inglés en el Colorado College de Colorado Springs, Colorado. Más tarde ella recordó:
Un día, algunos de los otros maestros y yo decidimos ir de viaje a Pikes Peak, a 14.000 pies de altura. Contratamos una carreta. Cerca de la cima tuvimos que dejar la carreta y hacer el resto del camino en mulas. Estaba muy cansada. Pero cuando observé la vista, sentí una gran alegría. Toda la maravilla de América parecía desplegarse allí, con la extensión como un mar.
Bates había experimentado personalmente el prejuicio y la discriminación sexistas y había sido testigo de los estragos de la revolución industrial tanto en Estados Unidos como en Gran Bretaña. Había visto de primera mano la pobreza y la miseria urbanas, y deseaba profundamente la igualdad. Este deseo de una comunidad estadounidense igualitaria e inclusiva fue lo que le inspiró el poema, que fue escrito durante la severa depresión económica de 1893. Las palabras de su famoso poema aparecieron impresas por primera vez en un semanario,The Congregationalist, para el Día de la Independencia de 1895. El poema llegó a un público más amplio cuando se imprimió su versión revisada en el Boston Evening Transcript el 19 de noviembre de 1904. Su última versión ampliada fue escrita en 1913. Cuando apareció una versión en su colección America the Beautiful, and Other Poems (1912), un crítico del New York Times escribió: "no pretendemos menospreciar a la señorita Katharine Lee Bates cuando decimos que es una buena poeta menor". El 11 de noviembre de 1918, un batallón de la 26 División de Infantería del Ejército de los Estados Unidos (coloquialmente conocida como la División Yankee) cantó "America the Beautiful" al escuchar el anuncio del Armisticio. : xvii El himno se ha cantado con varias melodías, pero la conocida es de Samuel A. Ward (1847-1903), escrita para su himno "Materna" (1882).

## Relación con Katharine Coman

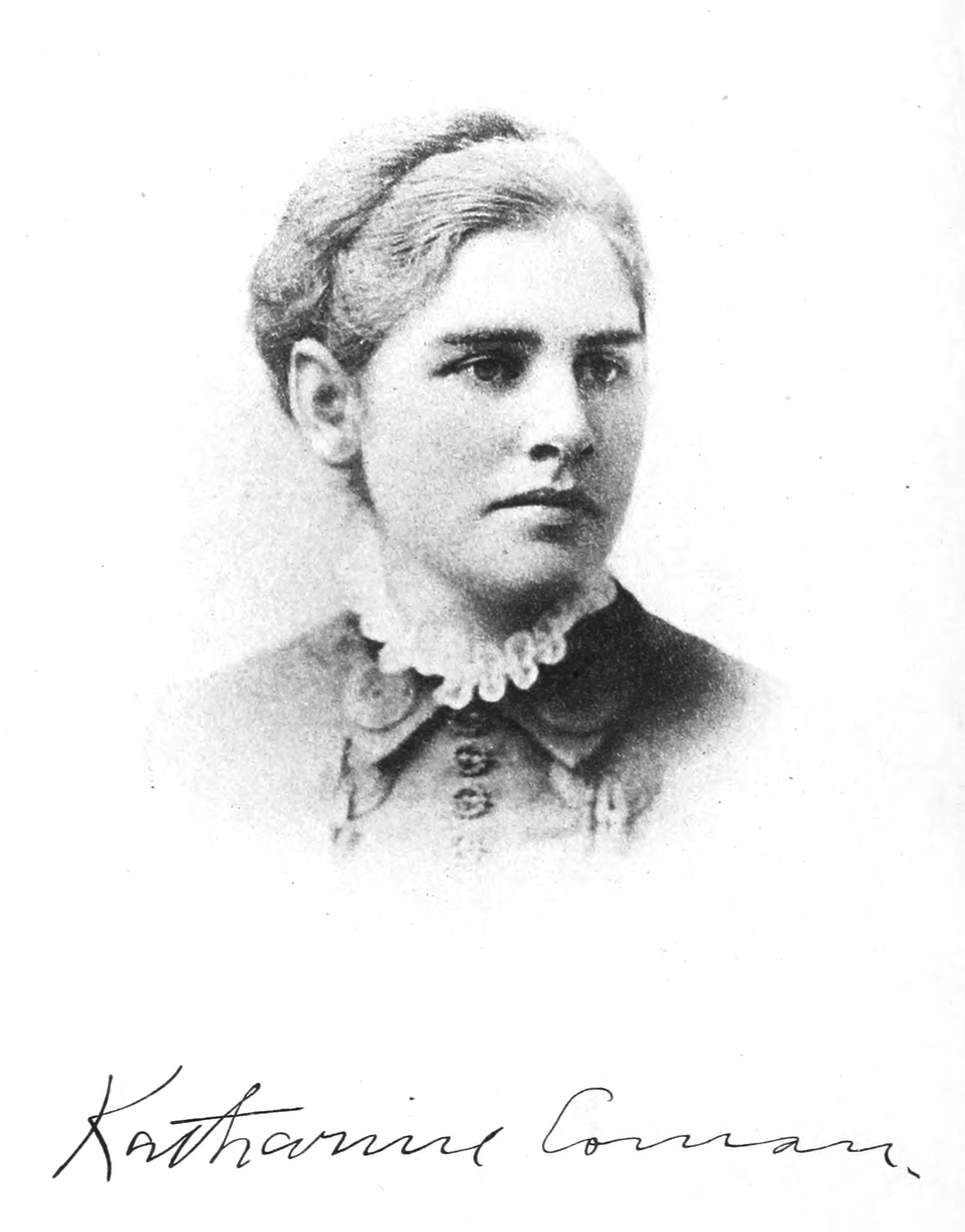
Foto de Katharine Coman, también profesora en Wellesley.

La naturaleza de la relación de Bates con Katharine Coman, su colega de Wellesley College, amiga, compañera de viaje ocasional e inquilina de "Scarab House" ha sido objeto de debate académico durante cuatro décadas. Melinda M. Ponder, en su biografía de Bates de 2017,  la describe como una activista social de mentalidad independiente, que supuso un ejemplo para el intelectualismo y la independencia de las mujeres a finales del siglo XIX. Los diarios de Bates, de adulta, y las cartas sobrevivientes confirman las cálidas amistades de Bates con varias compañeras, así como su intensa implicación emocional y la satisfacción en la compañía de dos hombres: Oscar Triggs (a quien conoció en Oxford) y posteriormente Theophilus Huntington Root (el hermano de uno de sus compañeras de clase de Wellesley). Pero Bates nunca se casó. Si lo hubiera hecho, habría perdido su puesto en la facultad de Wellesley que tanto le costó ganar y, por supuesto, parte de la independencia a la que estaba acostumbrada, en parte por haberla disfrutado en su infancia, en un hogar dirigido por una mujer,  y en mayor o menor grado el curso de su vida posterior. Dicho esto, el final de su noviazgo con Theophilus Root llevó a Bates a un período de depresión suicida. Aun así, Bates destruyó la mayoría de las cartas que ella y Coman se habían escrito. : 104 Una de las pocas cartas que sobrevivieron fue escrita por Bates a Coman en 1893, justo antes de que dejara Oxford para regresar a Wellesley: "Siempre estás en mi corazón y en mis deseos. . . Fue vivir lejos de ti lo que hizo que, al principio, la perspectiva de dejar Wellesley fuera tan angustiosa... y parecía menos posible cuando acababa de encontrar el ansiado camino hacia tu amado corazón". : 104 Ponder enfatiza la importancia de Coman para Bates al comentarle cómo los profesores universitarios como ellos pueden "desafiar las actitudes aceptadas hacia los roles sociales, económicos, culturales y de género de las mujeres". : 263 En su virtuosa colección de sonetos "In Bohemia", Bates celebra la "vitalidad, el espíritu aventurero y la permanente presencia espiritual  de su amor". : 267 
En un primer comentario, Judith Schwarz interpretó las cartas y poemas de Bates a Coman como evidencia de una relación lésbica, citando como ejemplo la carta de Bates de 1891 a Coman: "Nunca fue muy posible dejar Wellesley [para siempre], porque muchas anclas de amor me retuvieron allí, y parecía lo menos posible cuando acababa de encontrar el anhelado camino hacia tu amado corazón. . . Por supuesto que quiero ir a ti, tanto como quiero ir al Cielo.” En 1999, la historiadora Lillian Faderman también concluyó que la relación entre Bates y Coman era un "compromiso lésbico", incluyéndolas entre las otras mujeres docentes de Wellesley que formaron pareja. : 196 Otros académicos cuestionan el uso del término lesbiana para describir lo que en ese momento se caracterizó como un "matrimonio de Boston". Escribe uno: "No podemos decir con certeza qué connotaciones sexuales expresaban estas relaciones. Sabemos que estas relaciones fueron profundamente intelectuales; fomentaron expresiones verbales y físicas de amor.” Ciertamente, Bates compartió viviendas en alquiler durante mucho tiempo con varios miembros de la facultad de Wellesley, todos economizaban mientras ganaban pequeños salarios. Viajaba ocasionalmente con su amiga de siempre, Katharine Coman. Y en 1910, cuando un colega describió a las "solteronas que vuelan libremente" como "flecos en la prenda de la vida", Bates respondió: "Siempre pensé que los flecos tenían lo mejor. No creo que me importe no estar tejida".
La conexión de Bates y Coman quizás esté destinada a ser interpretada para siempre de forma diferente por diferentes lectores. Los hechos siguen siendo que Coman y Bates se conocieron en Wellesley en 1885 cuando la presidenta de Wellesley College, Alice Freeman Palmer, decidió añadir mujeres en la facultad de la universidad. Coman se desempeñó como profesora de historia y economía política y fundó el Departamento de Economía de Wellesley College. Durante su vida, Coman fue casi tan conocida como Bates. : 61 Ambas colegas se convirtieron a lo largo de su vida en mujeres independientes influyentes dentro de sus campos materias; y el trabajo de Bates ha seguido influyendo en la vida y la literatura estadounidenses hasta el día de hoy. En los días posteriores a la muerte de Coman por cáncer de mama en 1915, Bates le escribió un memorial que se considera como la primera narrativa estadounidense sobre el cáncer de mama. Bates tenía la intención de que el manuscrito circulara en privado, entre el círculo cercano de mujeres, amigos y familia, escribiendo en la portada: "Para la familia de Katharine Coman y el círculo más íntimo de amigos: no para imprimir ni para circulación general". : 63 En 1922, Bates publicó Yellow Clover: A Book of Remembrance, una colección de poemas que le había dirigido a Coman en vida o tras su muerte. Dedicó el volumen a Coman, se refirió a ella como "mi amiga [sic]" e incluyó como "Nota preliminar" una biografía de tres páginas de Coman, centrada en gran medida en su carrera como economista e historiadora, pero escrita en un tono lo suficientemente personal como para permitir una referencia a su "personalidad vigorosa y aventurera" y su "valentía inquebrantable" por continuar trabajando durante su última enfermedad.

## Reconocimientos

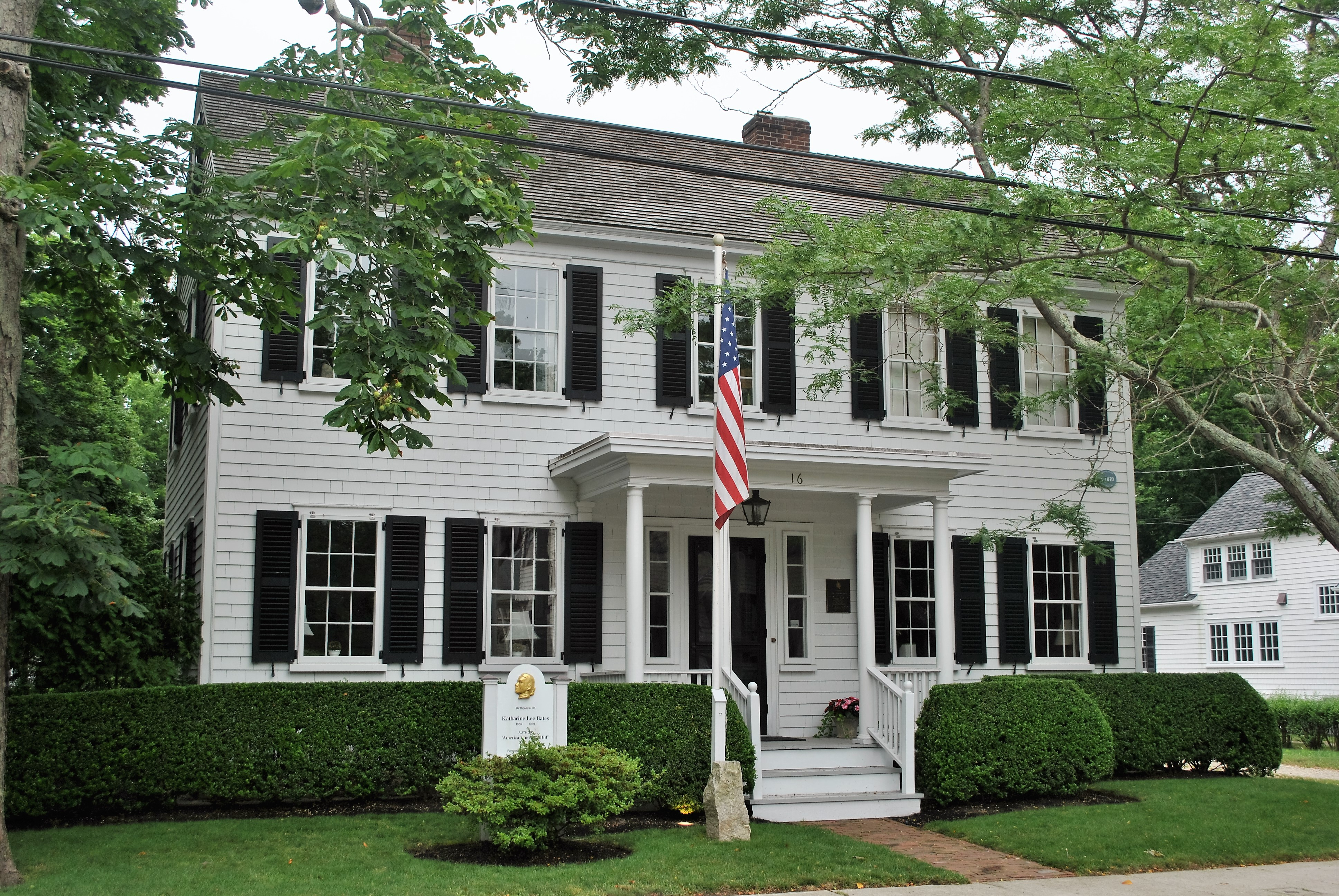
Casa Katharine Lee Bates, Falmouth, Massachusetts

La Sociedad Histórica de Falmouth conserva la casa de la familia Bates en la calle principal de Falmouth . También hay una calle nombrada en su honor, "Katharine Lee Bates Road" en Falmouth. El Shining Sea Bikeway, llamado así en honor a Bates, circula por 11 millas desde North Falmouth hasta Woods Hole, pasando a solo una cuadra de la casa de Bates. Una placa recuerda el lugar donde vivió de adulta en Center Street en Newton, Massachusetts. La  casa histórica y lugar de nacimiento de Bates en Falmouth se vendió a Ruth P. Clark en noviembre de 2013 por $1 200 000.
Llevan el nombre de Katharine Lee Bates la Escuela primaria en Elmwood Road en Wellesley, Massachusetts, y la escuela primaria en Colorado Springs, Colorado, fundada en 1957, y el dormitorio Bates Hall en Wellesley College. La Cátedra Katharine Lee Bates de Composición y Literatura Inglesas se creó en Wellesley poco después de su muerte.
El Salón de la Fama de los Compositores incluyó a Bates en 1970. 
Las colecciones de los manuscritos de Bates se encuentran en el Radcliffe College , en la Biblioteca Arthur y Elizabeth Schlesinger sobre la Historia de la Mujer en América, ; Sociedad Histórica de Falmouth; Biblioteca Houghton, Universidad de Harvard ; Archivos de la universidad de Wellesley.
En 2012, Equality Forum la nombró como uno de sus 31 íconos del Mes de la Historia LGBT 2015.

## Obras

### Autoría
- The College Beautiful, and Other Poems, Houghton (Cambridge, Massachusetts), 1887.
- Rose and Thorn, Congregational Sunday-School and Publishing Society (Boston, MA), 1889.
- Hermit Island, Lothrop (Boston, MA), 1890.
- Sunshine, and Other Verses for Children, Wellesley Alumnae (Boston, MA), 1890.
- The English Religious Drama, Macmillan (New York, NY), 1893, reprinted, Kennikat Press (Port Washington, NY), 1966.
- American Literature, Chautauqua Press (New York, NY), 1897.
- Spanish Highways and Byways, Macmillan (New York, NY), 1900.
- (As James Lincoln) Relishes of Rhyme, Richard G. Badger (Boston, MA), 1903.
- From Gretna Green to Land's End: A Literary Journey in England, photographs by Katharine Coman, Crowell (New York, NY), 1907.
- The Story of Chaucer's Canterbury Pilgrims, Rand, McNally (Chicago, IL), 1909.
- America the Beautiful, and Other Poems, Crowell (New York, NY), 1911.
- In Sunny Spain with Pilarica and Rafael, Dutton (New York, NY), 1913.
- Chaucer's Canterbury Pilgrims, Retold by Katharine Lee Bates, illustrated by Angus MacDonall, color plates by Milo Winter, Rand, McNally (Chicago, IL), 1914.
- Fairy Gold, Dutton, (New York, NY), 1916.
- The Retinue, and Other Poems, Dutton (New York, NY), 1918.
- Sigurd Our Golden Collie, and Other Comrades of the Road, Dutton (New York, NY), 1919.
- Yellow Clover, A Book of Remembrance, Dutton (New York, NY), 1922.
- Little Robin Stay-Behind, and Other Plays in Verse for Children, Woman's Press (New York, NY), 1923.
- The Pilgrim Ship, Woman's Press (New York, NY), 1926.
- America the Dream, Crowell (New York, NY), 1930.
- An Autobiography, in Brief, of Katharine Lee Bates, Enterprise Press (Falmouth, MA), 1930.
- Selected Poems of Katharine Lee Bates, edited by Marion Pelton Guild, Houghton Mifflin (Boston, MA), 1930.

### Antologías
- Browning Studies: Bibliography, Robinson (Boston, MA), 1896.
- English Drama: A Working Basis, Robinson(Boston, MA), 1896, enlarged as Shakespeare: Selective Bibliography and Biographical Notes, compiled by Bates and Lilla Weed, Wellesley College (Wellesley, MA), 1913. Compiled with Lydia Boker Godfrey.
- English History Told by English Poets, Macmillan (New York, NY), 1902. Compiled with Katharine Coman.

### Contribuciones
- Historic Towns of New England, edited by Lyman P. Powell, Putnam (New York, NY), 1898.

### Ediciones
- The Wedding Day Book, Lothrop (Boston, MA), 1882, published as The Wedding-Day Book, with the Congratulations of the Poets, Lothrop (Boston, MA), 1895.
- Coleridge's The Rime of the Ancient Mariner|Ancient Mariner, Leach, Shewell & Sanborn (Boston, MA), 1889.
- Ballad Book, Leach, Shewell & Sanborn (Boston, MA), 1890, reprinted, Books for Libraries Press (Freeport, NY), 1969.
- Shakespeare's Comedy of The Merchant of Venice, Leach, Shewell & Sanborn (Boston, MA), 1894.
- Shakespeare's Comedy of A Midsummer Night's Dream, Leach, Shewell & Sanborn (Boston, MA), 1895.
- Shakespeare's Comedy of As You Like It, Leach, Shewell & Sanborn (Boston, MA), 1896.
- Stories from the Chap-Book, Stone (Chicago, IL), 1896.
- Keats's The Eve of St. Agnes, and Other Poems, Silver, Burdett, (New York, NY), 1902.
- The Works of Nathaniel Hawthorne, fourteen volumes, Crowell (New York, NY), 1902.
- Hamilton Wright Mabie, Norse Stories Retold from the Eddas, Rand, McNally, Chicago, 1902.
- The Poems of Alice and Phoebe Cary, Crowell (New York, NY), 1903.
- John Ruskin, The King of the Golden River; or, the Black Brothers: A Legend of Stiria, illustrated by John C. Johansen, Rand, McNally (Chicago, IL), 1903.
- Tennyson's The Princess, American Book Co. (New York, NY), 1904.
- Tennyson's Gareth and Lynette, Lancelot and Elaine, The Passing of Arthur, Sibley (Boston, MA), 1905.
- The New Irish Drama, Drama League of America (Chicago, IL), 1911.
- Thomas Heywood, A Woman Killed with Kindness, and the Faire Maide of the West, Heath (Boston, MA), 1917.
- Once Upon a Time; A Book of Old-Time Fairy Tales, illustrated by Margaret Evans Price, Rand, McNally (Chicago, IL), 1921.
- Tom Thumb and Other Old-Time Fairy Tales, illustrated by Price, Rand, McNally (Chicago, IL), 1926.
- Jack the Giant-Killer, Rand, McNally (Chicago, IL), 1937.
- Jack and the Beanstalk; also Toads and Diamonds, Rand, McNally (Chicago, IL), 1937.

### Introducciones
- Nathaniel Hawthorne, Our Old Home: A Series of English Sketches, Crowell (New York, NY), 1906.
- Helen Sanborn, Anne of Brittany, Lothrop, Lee & Shepard (Boston, MA), 1917.
- Helen Corke, The World's Family, Oxford University Press (New York, NY), 1930.

### Traducciones
- Gustavo Adolfo Becquer, Romantic Legends of Spain, Crowell (New York). With Cornelia Frances Bates.